# بشير سعيد
بشير سعيد هو لاعب إماراتي سابق ولد عام 1981 في المنطقة الغربية في مدينة المرفأ التابعة لإمارة أبوظبي. لعب لأندية الوحدة و الأهلي و الجزيرة في مركز الدفاع.

## روابط خارجية
- بشير سعيد على موقع الاتحاد الدولي (مؤرشف)  (الإنجليزية)
- بشير سعيد على موقع ناشيونال فوتبول تيمز (الإنجليزية)
- بشير سعيد على موقع Soccerway.com (الإنجليزية)
- بشير سعيد على موقع كووورة